# 斯克里布納 (內布拉斯加州)
斯克里布納（英語：Scribner）是位於美國內布拉斯加州道奇縣的城市。

## 人口
根據2020年美國人口普查的數據，斯克里布納的面積為1.72平方千米，當中陸地面積為1.69平方千米，而水域面積為0.03平方千米。當地共有人口843人，而人口密度為每平方千米490人。